# Johan Hubert Bonjer
Johan Hubert (Jobs) Bonjer (Rotterdam, 8 maart 1896 – Haarlem, 22 januari 1972) was een Nederlands priester en achtereenvolgens bisschop van de Vrij-Katholieke Kerk en van de Gemeenschap van het Heilig Sacrament.

## Leven en werk
Bonjer was een zoon van Frerich Hinrich Bonjer, gezagvoerder op de stoomvaart, en Johanna Nicolasina Hubertina Fraikin. Na de hbs in Dordrecht studeerde hij medicijnen en wis- en natuurkunde aan de universiteit van Amsterdam. Bonjer, zoon van een Lutherse vader en een Hervormde moeder, raakte geïnteresseerd in de theosofie. In november 1925 werd hij door mgr. jhr. J.A. Mazel (1869-1928), tot priester van de Vrij-Katholieke Kerk gewijd, een onafhankelijk kerkgenootschap met theosofische signatuur. Enkele maanden later werd hij voorganger van de gemeente in Den Haag, hij deed daarnaast dienst in het centrum St. Michael in Huizen. In 1927 trouwde Bonjer met Emily Héloise van Eeghen (1890-1969). Zij kochten in dat jaar het buitenhuis De Nagtegael aan het Roelofslaantje 10 in Naarden. Rond 1930 liet hij daarnaast een pand bouwen, waarvan de onderverdieping werd gebruikt als garage en op de bovenverdieping een kapel werd ingericht.
Op 18 april 1928 werd Bonjer door James Ingall Wedgwood, een van de oprichters van de Vrij-Katholieke Kerk, in de kerk van St. Michael in Huizen tot bisschop gewijd als opvolger van Mazel. Hij was aanvankelijk wijbisschop of hulpbisschop onder Wedgwood. Hij mocht wel priesters wijden en kerken wijden, maar de bestuurlijke macht lag bij de bisschop. In 1930 werd hij door de Bisschoppelijke Synode der Vrij-Katholieke Kerk benoemd tot suffragaan bisschop en daarmee formeel de Nederlandse vertegenwoordiger van Wedgwood. Hij werd daarnaast verantwoordelijk voor de diocesen Scandinavië en Duitsland. In maart 1935 trad hij wegens gezondheidsredenen terug als suffragaan-bisschop van Nederland.
Begin jaren 40 ontstond er een scheuring in de bij de Vrij-Katholieken naar aanleiding van een controverse rond de theosofische leerstellingen. In de Verenigde Staten werd de Liberal Catholic Church gevormd, in Nederland ontstond onder leiding van Bonjer in 1951 de Gemeenschap van het Heilig Sacrament, in 1959 werd Bonjer voor de LCC bisschop-commissaris van Europa. Naast Bonjer werden J.H. Dubbink en P.G. Rueter bisschop van de nieuwe kerk. Bonjer ging in 1967 met emeritaat. Hij overleed een paar jaar later, op 75-jarige leeftijd. Bonjer en zijn vrouw werden begraven op de Oude Begraafplaats in Naarden.